# Seherelela
Seherelela is een dorp in het district Southern in Botswana. De plaats telt 723 inwoners (2011).